# Whit Hertford

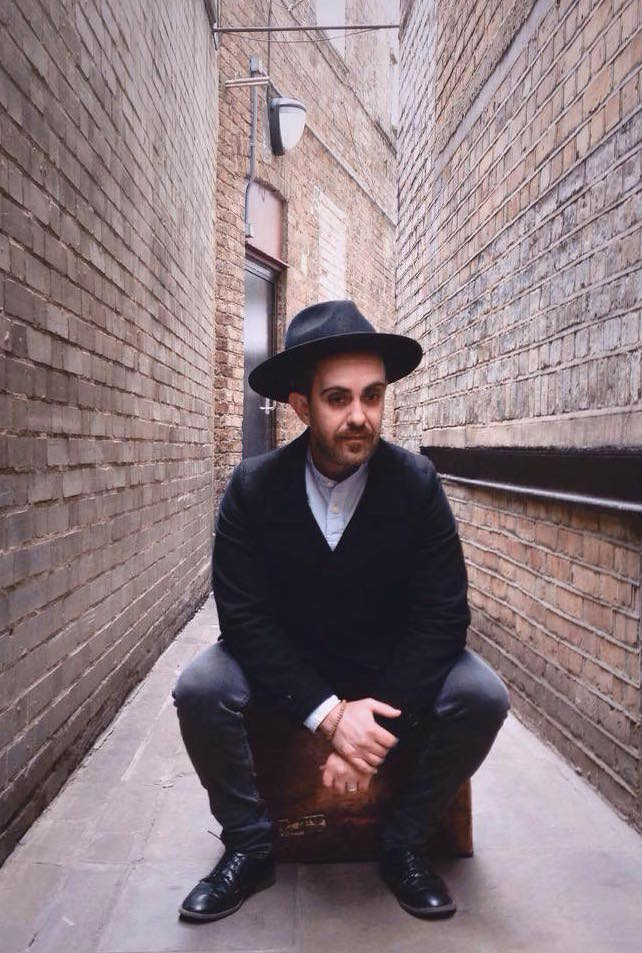
Whit Hertford (2015)

Whit Hertford (* 2. November 1978 in Provo, Utah) ist ein US-amerikanischer Film- und Theaterschauspieler sowie Synchronsprecher.
Hertford, der zwei jüngere Geschwister (Schwester: Chelsea (* 1981), Bruder: Brighton (* 1986)) hat, die ebenfalls Filmschauspieler sind, stand bereits im Alter von 8 Jahren in einer Episode der Twilight Zone vor der Filmkamera.
Auch zählen Gastauftritte in Fernsehserien wie Full House, How I Met Your Mother und Harrys Nest zu seinem Repertoire.
In Nightmare on Elm Street 5 – Das Trauma übernahm er erstmals eine größere Rolle als „Jacob“. Im Kino konnte man Hertford 1993 in Jurassic Park sehen, wo er eine Nebenrolle übernahm.
Auch lieh er im US-amerikanischen Original vielen Comicfiguren, speziell in den Tiny Toon Abenteuern seine Stimme.
In den letzten Jahren hat sich Hertford, der seit 2002 verheiratet ist, vermehrt am Theater betätigt; speziell William Shakespeare hat es ihm angetan. So trat er in vielen Stücken – darunter Hamlet, Ein Sommernachtstraum und Julius Caesar – auf.
Seit einigen Jahren arbeitet er auch als Intendant am Theater von Salt Lake City.

## Auszeichnungen
Hertford war bisher dreimal für den Young Artist Award nominiert und gewann ihn 1990 für seine Darstellung in Nightmare on Elm Street 5 – Das Trauma.